# Connecteur fibre optique

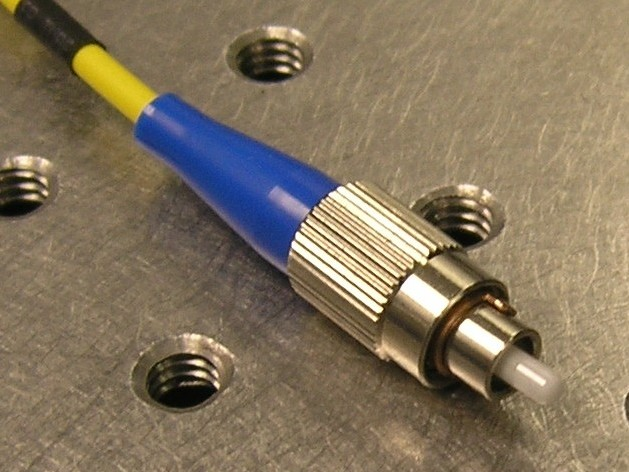
Un connecteur FC/PC

Les connecteurs fibre optique sont des dispositifs normalisés terminant une fibre optique et permettant de la raccorder aux équipements terminaux comme les box internet, les switchs, les HBA, les contrôleurs disques ou les librairies de sauvegarde dans un réseau de stockage SAN, ou divers équipements utilisant la fibre optique.
Les connecteurs de fibre optique sont aussi présents sur le matériel audio Hi-Fi et vidéo.

## Types de connecteurs
Le domaine des connecteurs de la fibre comporte de très nombreux connecteurs différents, plus de 100 connecteurs différents existent ou ont existé sur le marché, mais seul un petit nombre d'entre eux est utilisé de façon significative. La plupart des connecteurs sont normalisés par la Commission électrotechnique internationale (CEI).
Certains connecteurs comme le TOSLINK peuvent être utilisés dans le domaine de l'audio-numérique.
| Nom court | Nom long                             | Norme                                | Type                               | Remarque | Illustration |
| --------- | ------------------------------------ | ------------------------------------ | ---------------------------------- | --- | ------------ |
| DIN LSA   |                                      | CEI 61754-3                          |                                    | Obsolète |              |
| EC        | European Connector                   | CEI 1754-8                           |                                    | Telecom |              |
| FC        | Fiber-Ferrule Connector              | CEI 61754-13                         |                                    | Telecom |              |
| ESCON     |                                      |                                      |                                    | Mainframe IBM et compatible                                                                                 |              |
| ST        | Straight Tip                         | CEI 61754-2                          | Baïonnette                         | Développé par AT&T                                                                                          |              |
| LX5       |                                      | CEI 61754-23                         |                                    | Rarement utilisé                                                                                            |              |
| LC        | Lucent Connector                     | CEI 61754-20                         | Snap                               | |              |
| MIC       | Media Interface Connector (FDDI)     |                                      |                                    | |              |
| MU        |                                      | CEI 61754-6                          |                                    | Utilisé au Japon                                                                                            |              |
| OptoClip2 |                                      | IEC(86B)CFO 10                       | Push-pull                          | |              |
| SC        | Switching Connector                  | CEI 61754-4                          |                                    | Standard/Subscriber/Square Connector (Très utilisé)                                                         |              |
| MTRJ      | Media Termination - Recommended Jack | CEI 61754-18                         |                                    | |              |
| SMA 905   |                                      |                                      |                                    | Lasers industriels                                                                                          |              |
| TOSLINK   |                                      |                                      |                                    | Audio numérique                                                                                             |              |
| E-2000    |                                      | CEI 61754-15                         | Snap                               | Telecom |              |
| MPO       | Multi-fibre Push-On/Push Off         | IEC-61754-7; EIA/TIA-604-5 (FOCIS 5) | Snap (couplage multiple push-pull) | Intègre 12 (version la plus courante) ou 24 brins optiques.                                                 |              |
| VFO       | Verranne Fibre Optique               |                                      | Vissé                              | Maximum 2.5GBits/s.                                                                                         |              |
| Souriau   | Souriau 8016 10A 003                 |                                      | Vissé                              | Multimode. Obsolète. Date des premiers réseaux optiques en France pour la transmission PDH (TNLO 34MBit/s). |              |

Les câbles MPO sont livrés préconnectorisés et sont principalement utilisés dans les centres de données. Ils se raccordent à des cassettes ou pieuvres (fan-out) offrant une interface avec des connecteurs plus classiques, LC ou SC par exemple.

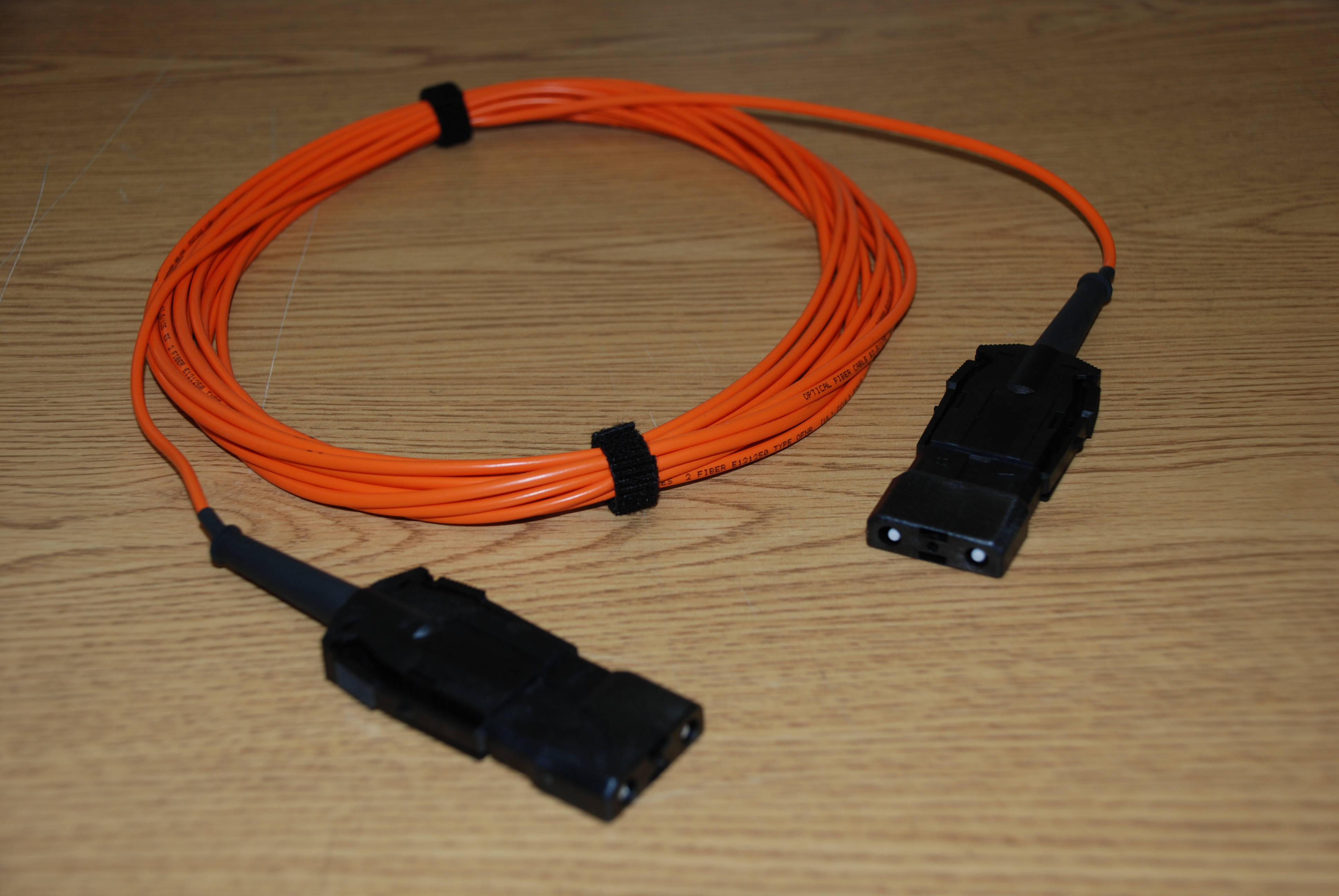
ESCON
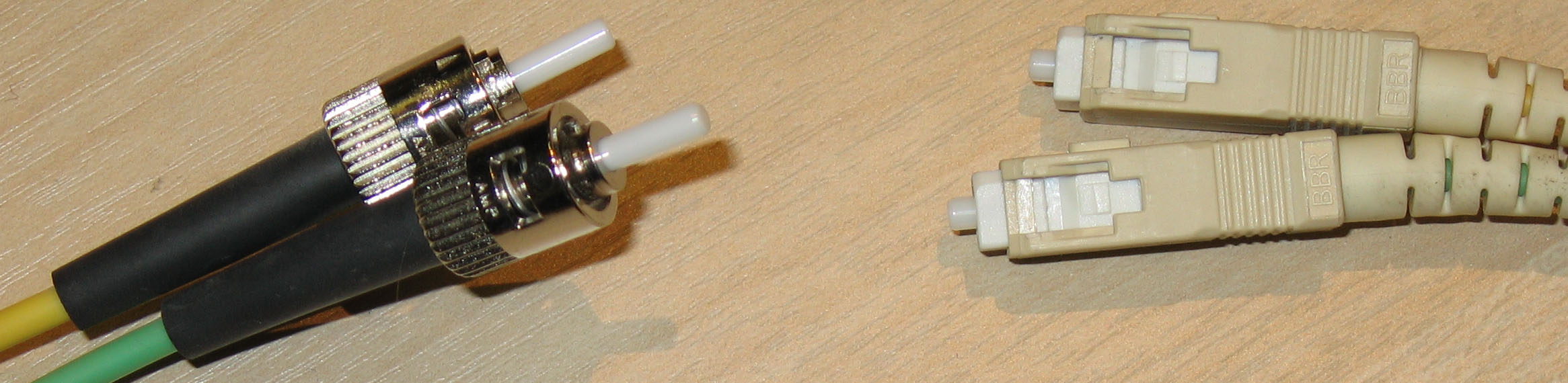
Connecteur ST et SC
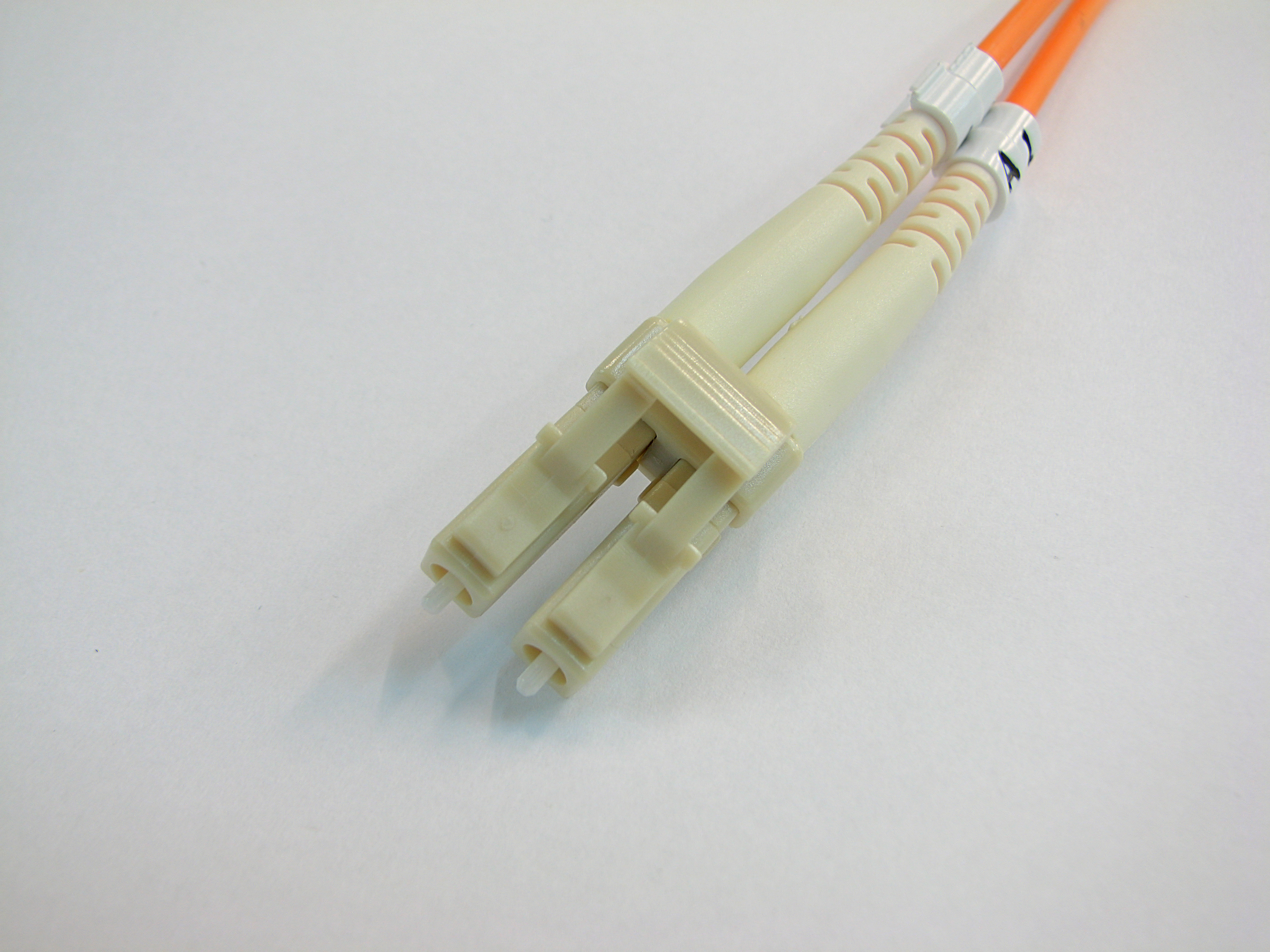
Connecteur LC
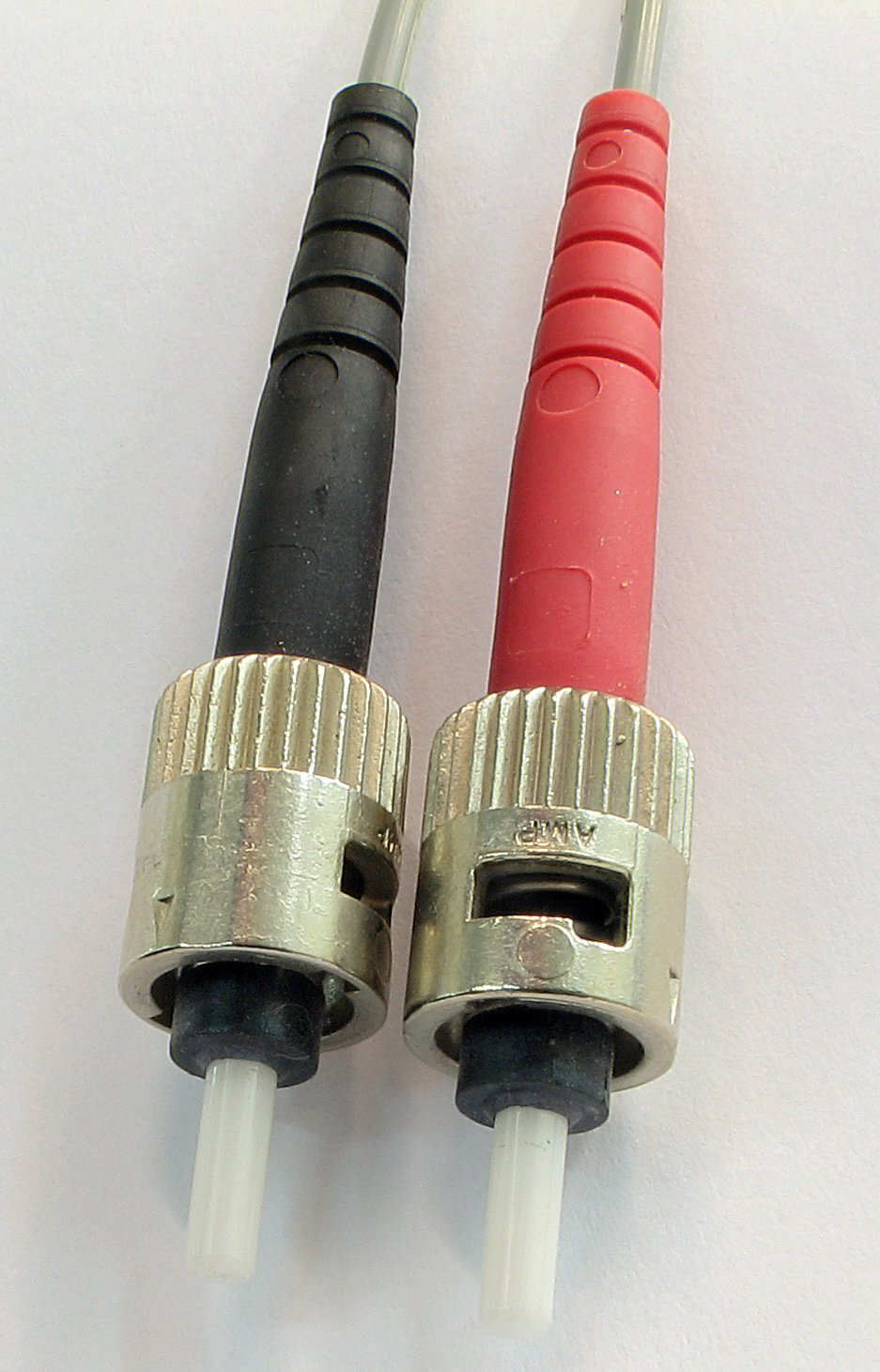
Connecteur ST
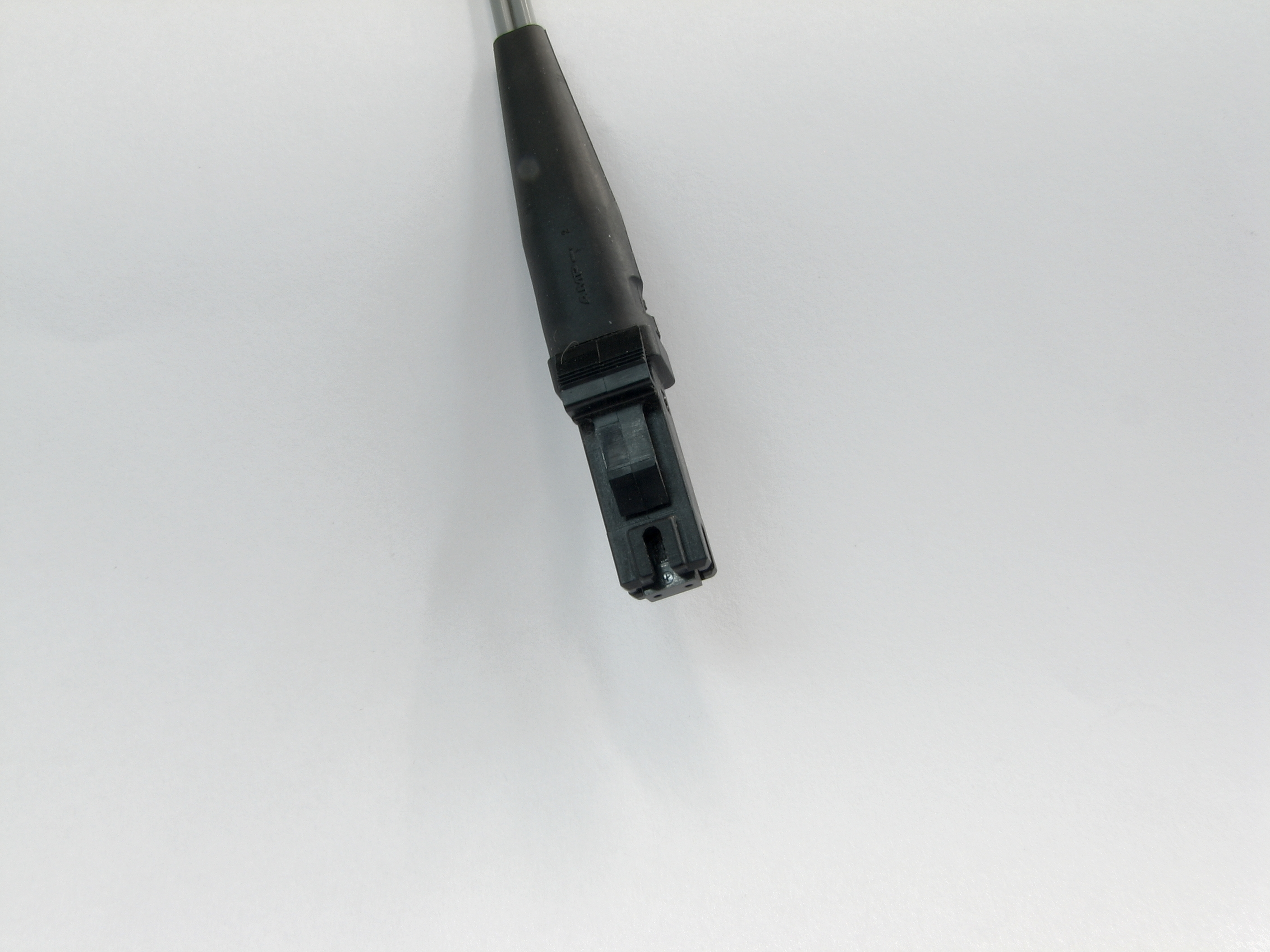
Connecteur MTRJ
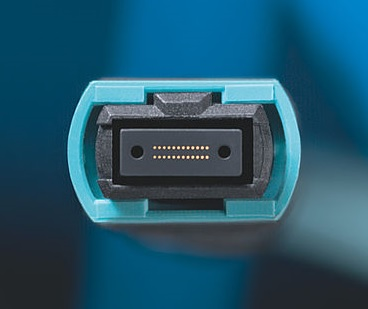
Connecteur MPO 24 brins